# Colin Archer
Colin Archer (født 22. juli 1832 på Tollerodden i Larvik, død 8. februar 1921 samme sted) var en norsk bådkonstruktør og bådebygger.
Archer er mest kendt for konstruktionen og bygningen af polarskibet «Fram», som han byggede for Fridtjof Nansen, og for sit arbejde med redningsfartøjer. 
I alt byggede han mere end 200 skibe, hvoraf 14 var redningsfartøjer, 70 lystfartøjer og 60 var lodsbåde.
Det første redningsfartøj, «RS1», som bærer Archers navn, blev søsat i 1893, og tjente i 40 år. Det tilhører nu Norsk Sjøfartsmuseum og er stadig i brug.